# Avicularia parva
Avicularia parva är en spindelart som först beskrevs av Eugen von Keyserling 1878.  Avicularia parva ingår i släktet Avicularia och familjen fågelspindlar.
Artens utbredningsområde är Uruguay. Inga underarter finns listade.